# Léojac
Léojac (okzitanisch: Leujac, auch Léojac-Bellegarde genannt) ist eine französische Gemeinde mit 1279 Einwohnern (Stand: 1. Januar 2022) im Département Tarn-et-Garonne in der Region Okzitanien (vor 2016: Midi-Pyrénées). Die Gemeinde liegt im Arrondissement Montauban und ist und ist Mitglied im Gemeindeverband Grand Montauban. Die Einwohner werden Léojacois und Léojacoises genannt.

## Geografische Lage
Léojac liegt etwa acht Kilometer ostsüdöstlich des Stadtzentrums von Montauban. Umgeben wird Léojac von den Nachbargemeinden Saint-Étienne-de-Tulmont im Norden, Génébrières im Osten, Saint-Nauphary im Süden sowie Montauban im Westen.

## Einwohnerentwicklung
| Jahr      | 1962 | 1968 | 1975 | 1982 | 1990 | 1999 | 2006  | 2013  |
| --------- | ---- | ---- | ---- | ---- | ---- | ---- | ----- | ----- |
| Einwohner | 303  | 301  | 507  | 638  | 802  | 798  | 1.057 | 1.136 |

## Sehenswürdigkeiten
- Erd- und Höhlenhabitate (sog. Troglodyte)
- Töpfereien